# グローバルソフトウェア
株式会社グローバルソフトウェア（英: GlobalSoftware Inc,）は、埼玉県本庄市に本社を置き、主に技術者派遣、医療情報システム、基幹系業務開発、携帯電話評価などの業務を行う日本の企業である。

## 概要
埼玉県本庄市に本社を置き、札幌、本庄、東京、川崎、大阪、福岡を拠点とし、全国展開を行っている。
創業者は狩野輝昭。狩野輝昭氏は神社本庁統理の鷹司氏が伊勢神宮大宮司になる前からの知り合い。

## 沿革
- 1978年（昭和53年）2月 - 埼玉県本庄市にて設立。
- 1984年（昭和59年）
  - 8月 - 大阪事業所を開設。
  - 9月 - 本社を現在地に移転。
- 1985年（昭和60年）10月 - 株式会社グローバルソフトウェアに商号変更。
- 1992年（平成4年）10月 - 第一事業所（グローバルビル）竣工。
- 1999年（平成11年）6月 - 長岡事業所を開設。
- 2001年（平成13年）4月 - 中小企業優秀新技術・新製品賞を受賞。
- 2004年（平成16年）
  - 1月 - ISO 9001認証取得。
  - 3月 - 川崎事業所を開設。
  - 10月 - 新本社ビル竣工。
- 2005年（平成17年）
  - 3月 - ISO 14001認証取得。
  - 8月 - JIS Q 15001（プライバシーマーク）認証取得。
  - 10月 - 系列会社のユニヴァーサルテクノロジー及びグローバルスタッフを吸収合併。
  - 10月 - 札幌事業所を開設。
- 2006年（平成18年）
  - 3月 - ISMS認証取得。
  - 10月 - 系列会社のニーテック及びテンガイズを吸収合併。
- 2007年（平成19年）1月 - 長岡事業所竣工。
- 2008年（平成20年）
  - 10月 - 福岡事業所開設。
  - 12月 - 東京事業所開設。

## 事業
- 医療システム開発
- 通信システム開発・検証
- システム受託開発（組み込み系・基幹業務系）
- IT技術者派遣事業

## 事業所
- 本社 - 埼玉県本庄市見福3丁目11番10号
- 事業所：札幌、本庄、東京、川崎、大阪、福岡

2014年12月時点で新潟、長岡事業所は閉鎖している。

## 関連企業
- KGS - 韓国の関連会社